# Ákos Elek
Ákos Elek (Ózd, 21 luglio 1988) è un ex calciatore ungherese, di ruolo centrocampista o difensore.

## Caratteristiche tecniche
È un mediano che può essere schierato anche come terzino sinistro.

## Carriera

### Nazionale
Viene convocato per gli Europei 2016 in Francia.

## Palmarès

### Competizioni nazionali
- Campionato ungherese: 1

Videoton: 2010-2011
- Supercoppa di Ungheria: 1

Videoton: 2011
- Coppa di Lega ungherese: 1

Diósgyőr: 2013-2014
- Coppa del Kazakistan: 1

Qaýrat: 2017